# 世界传统弓箭大赛
世界传统弓箭大赛（韓語：예천세계활축제），从2007年开始，韩国每年都要在韩国忠清南道天安市举办世界弓箭文化交流活动，此项活动全称为“世界传统射箭节”，也称为“世界传统弓箭大会”或“世界传统弓箭节”，主办方为韩国国家射箭协会，至2014年已经是第8届。此项大会是目前国际上参与人数最多、水平最高的传统弓箭赛事。大会邀请世界各国的传统射手进行射术文化展示，切磋竞技。韩国政府主导此项赛事是其传统文化发展战略的一部分。

## 外部連結
- 官方网站
-  http://korean.visitkorea.or.kr/kor/inut/where/festival/festival.jsp?cid=1937428 （页面存档备份，存于）
-  http://www.yonhapnews.co.kr/travel/2014/10/15/3204010000AKR20141015069000053.HTML
-  http://article.wn.com/view/WNATa1a681b3dc8e2057dfaa2850422765b4/ （页面存档备份，存于）